# Gonzalo Anes Álvarez
Gonzalo Álvarez Hernandez (Trelles, 10 de dezembro de 1931 – Madri, 31 de março de 2014) foi um economista e historiador espanhol. Diretor da Real Academia de História. Marquês de Castrillón desde 2010.

## Estudos
Cursou seus primeiros estudos em Navia y Avilés.